# Élection à la direction du Parti travailliste britannique de 1963
L'élection à la direction du Parti travailliste de 1963 a eu lieu en 1963 pour élire le chef du Parti travailliste à la suite du décès d'Hugh Gaitskell. 
Harold Wilson est élu chef du parti face à George Brown, chef par intérim en tant que chef adjoint du parti et à James Callaghan.

## Candidats
| Nom | Nom             | Mandat(s)                                                                       |
| --- | --------------- | ------------------------------------------------------------------------------- |
|     | Harold Wilson   | Secrétaire d'État des Affaires étrangères du cabinet fantôme Député pour Huyton |
|     | George Brown    | Chef adjoint du parti Député pour Belper                                        |
|     | James Callaghan | Chancelier de l'Échiquier du cabinet fantôme Député pour Cardiff South East     |

## Résultats
| Candidats       | Candidats     | Vote des députés   | Vote des députés   | Vote des députés   | Vote des députés   |
| Candidats       | Candidats     | 1er tour 7 février | 1er tour 7 février | 2d tour 14 février | 2d tour 14 février |
| Candidats       | Candidats     | Votes              | %                  | Votes              | %                  |
| --------------- | ------------- | ------------------ | ------------------ | ------------------ | ------------------ |
|                 | Harold Wilson | 115                | 47,1               | 144                | 58,3               |
| George Brown    | 88            | 36,1               | 103                | 41,7               |                    |
| James Callaghan | 41            | 16,8               | Éliminé            | Éliminé            |                    |
| Total           | Total         | 244                | 100                | 247                | 100                |